# Ressico
Il Réssico è un piccolo torrente della Lombardia che scorre nella provincia di Mantova e di Brescia, nella zona dell'Alto Mantovano.
Nasce presso la località Grotta di Carpenedolo ed attraversa il territorio dei comuni di Carpenedolo e Castel Goffredo, dove sfocia nel Gambino.